# 佩萊蒂埃高原
83°55′S 159°40′E / 83.917°S 159.667°E
佩萊蒂埃高原（英語：Peletier Plateau）是南極洲的高原，位於奧次地，屬於伊麗莎白女王嶺的一部分，長37公里、寬9公里，由冰雪覆蓋，現時由南極條約體系管理。